# Watsu
Watsu é um terapia complementar, variante do shiatsu, praticada em água aquecida na temperatura do corpo humano.
Foi desenvolvida na década de 1980 pelo professor de literatura americano Harold Dull.
Watsu é usado como uma forma de terapia aquática para reabilitação física de doenças, lesões e deficiências.
O watsu é indicado para o alívio de tensões e dores, contra o estresse e a ansiedade, para relaxamento muscular e qualidade da gestação. Apresenta benefícios também no desenvolvimento físico e psicológico de crianças, idosos, além de ser um tratamento eficaz em diversas doenças neurológicas e musculares.
A partir do watsu foram criadas ainda outras modalidades terapêuticas como a waterdance e healingdance.
Harold Dull - criador do trabalho -  diz em seu livro sobre Watsu que watsu "são poemas escritos na água"